# Latvija
Repúblika Látvija (latvijsko Latvijas Republika, slov. tudi Letonija) je republika z okoli dvema milijonoma prebivalcev v severovzhodni Evropi. Na zahodu meji na Baltsko morje, zato je skupaj z Estonijo, na katero meji na severu, in Litvo, na katero meji na jugu, znana kot ena od treh baltskih držav. Na vzhodu meji na Rusijo in Belorusijo.
Država je med drugim članica Evropske unije, zveze NATO ter Organizacije za varnost in sodelovanje v Evropi. 1. januarja 2014 je prevzela evro in postala 18. članica evroobmočja, do 14. januarja je bil evro v obtoku skupaj z nekdanjo valuto, latom.
Daleč največje in glavno mesto Latvije je Riga, drugo največje mesto je Daugavpils in tretje največje Liepāja.

## Geografija
Latvijo prekrivajo nizke ravnine in rahlo valovita planota z ledeniškimi nanosi iz zadnje poledenitve, s številnimi jezeri, močvirji in barji. Kar 44,3 % njene površine pokrivajo gozdovi, večino rdečega bora. Latvija ima skupno površino 64.559 km², od tega 62.157 km² zemljišč, 18.159 km² kmetijskih zemljišč, 34.964 km² gozdnih površin in 2402 km² celinskih vod.
Povprečna nadmorska višina latvijskega ozemlja je 87 m, najvišja točka pa je Gaiziņkalns (311,6 m). Najdaljša reka, ki teče samo na ozemlju Latvije, je Gauja (452 km), najdaljša reka, ki teče čez državo, pa je Zahodna Dvina (Daugava); 1005 km, od tega 352 km po Latviji.
Skupna dolžina latvijske meje je 1866 km. Skupna dolžina njene kopenske meje je 1368 km, od tega 343 km z Estonijo na severu, 276 km z Rusko federacijo na vzhodu, 161 km z Belorusijo na jugovzhodu in 588 km z Litvo na jugu. Skupna dolžina njene morske meje je 498 km, kar si deli z Estonijo, Švedsko in Litvo. Razširitev od severa proti jugu je 210 km, od zahoda proti vzhodu pa 450 km.

### Administrativne enote
Latvija je enotna država, trenutno je razdeljena na 110 občin (latvijsko novadi) in 9 republiških mest (latvijsko republikas pilsētas) z lastnim mestnim svetom in upravo: Daugavpils, Jēkabpils, Jelgava, Jūrmala, Liepāja, Rēzekne, Riga, Valmiera in Ventspils. V Latviji so priznane štiri zgodovinske in kulturne regije - Kurlandija (litovsko Kurzeme), Latgale, Vidzeme, Zemgale, ki so priznane v Latvijski ustavi. Sēlija, del Zemgale, včasih velja za posebno kulturno območje, vendar ni del nobene formalne delitve. Meje zgodovinskih in kulturnih regij običajno niso izrecno določene in se lahko razlikujejo v različnih virih. V formalnih razdelitvah je regija Riga, ki vključuje prestolnico in dele drugih regij, ki so močno povezane s prestolnico, prav tako pogosto vključena v regionalne oddelke; na primer pet latvijskih načrtovalnih regij (latvijsko plānošanas reģioni), ki so bile ustanovljene leta 2009 za spodbujanje uravnoteženega razvoja vseh regij. Pod to razdelitvijo je območje Rige veliko delov tistega, kar tradicionalno velja za Vidzeme, Kurlandija in Zemgale. Statistične regije Latvije, ustanovljene v skladu z Nomenklaturo teritorialnih enot EU za statistiko, to delitev podvajajo, vendar riško regijo delijo na dva dela, prestolnica pa je ločena regija. 

### Okolje
Večji del države je sestavljen iz rodovitnih nižin in zmernih gričev. V značilni latvijski pokrajini se mozaik prostranih gozdov izmenjuje s polji, kmetijami in pašniki. Obdelovalne površine so obdane z brezovimi nasadi in gozdnimi sestoji, ki nudijo življenjski prostor številnim rastlinam in živalim. Latvija ima na stotine kilometrov nerazvite morske obale, obrasle z borovimi gozdovi, sipinami in neprekinjenimi plažami z belim peskom.
Latvija ima peti najvišji delež gozdov v Evropski uniji za Švedsko, Finsko, Estonijo in Slovenijo .  Gozdovi predstavljajo 3.497.000 ha ali 56 % celotne površine zemljišč.
Latvija ima preko 12.500 rek, ki se raztezajo na 38.000 km. Med glavnimi rekami so reke Daugava, Lielupe, Gauja, Venta in Salaca, največje drstišče lososov v vzhodnih baltskih državah. Obstaja 2256 jezer, večjih od 1 ha, s skupno površino 1000 km2. Močvirja zavzemajo 9,9 % ozemlja Latvije. Od tega je 42 % visokih barij, 49 % so močvirij, 9 % pa je prehodnih močvirij. 70 % močvirij nima stika s civilizacijo, zato so zatočišče številnim redkim vrstam rastlin in živali.
Kmetijske površine predstavljajo 1.815.900 ha ali 29 % celotne površine zemljišč. Z razpustitvijo kolektivnih kmetij se je površina, namenjena kmetovanju, močno zmanjšala - zdaj so kmetije pretežno majhne. Približno 200 kmetij, ki zasedajo 2750 ha, se ukvarja z ekološko čistim kmetovanjem (brez umetnih gnojil in pesticidov).
Latvijski narodni parki so: Gaujin narodni park v biosfernem rezervatu Sever Vidzeme (od leta 1973) , narodni park Ķemeri v Zemgalah (1997), narodni park Slītere v Kurlandiji (1999) in narodni park Rāzna v Latgaleu (2007) .
Latvija ima dolgo tradicijo ohranjanja okolja. Prvi zakoni in predpisi so bili objavljeni v 16. in 17. stoletju. V Latviji je 706 posebej zaščitenih naravnih območij na državni ravni: štirje narodni parki, en biosferni rezervat, 42 naravnih parkov, devet zaščitenih krajin, 260 naravnih rezervatov, štirje strogi naravni rezervati, 355 naravnih spomenikov, sedem zaščitenih morskih območij in 24 mikro rezervatov .  Nacionalno zavarovana območja predstavljajo 12.790 km2 ali približno 20 % celotne površine Latvije. Latvijska rdeča knjiga (Latvijski seznam ogroženih vrst), ki je bila ustanovljena leta 1977, vsebuje 112 rastlinskih vrst in 119 živalskih vrst. Latvija je ratificirala mednarodne Washingtonsko, Bernsko in Ramsarsko konvencijo.
Indeks okoljske uspešnosti za leto 2012 je Latvijo uvrstil na drugo mesto za Švico glede na okoljske uspešnosti politik države .
- Venta Rapid v Kuldīgi je najširši slap v Evropi in naravni spomenik Latvije.
- Devonski peščenjakov klif v Gaujskem narodnem parku, največji in najstarejši narodni park v Latviji
- V narodnem parku Ķemeri so močvirja, naravni mineralni vrelci, blato in jezera, ki so nekdanje lagune Littorinskega morja.
- Narodni park Slītere na rtu Kolka vključuje več livonskih ribiških vasi Livonske obale.. (livonščina Līvõd Rānda)

### Biotska pestrost
V Latviji je bilo registriranih približno 30.000 rastlinskih in živalskih vrst. Pogoste vrste divjih živali v Latviji so jeleni, divja svinja, los, ris, rjavi medved, navadna lisica, bober in volk . Brez morskih mehkužcev je 159 vrst.
Vrste, ki so ogrožene v drugih evropskih državah, pogoste pa v Latviji, so: črna štorklja (Ciconia nigra), kosec (Crex crex), mali klinkač (Aquila pomarina), belohrbti detel (Picoides leucotos), evrazijski žerjav (Grus grus), evropski bober (Castor fiber), evrazijska vidra (Lutra lutra), volk (Canis lupus) in ris (Felis lynx).
Fitogeografsko je Latvija razdeljena med srednjeevropskimi in severnoevropskimi provincami cirkumborealne regije znotraj borealnega kraljestva. Po podatkih WWF ozemlje Latvije spada v ekoregijo sarmatičnih mešanih gozdov. 56 % ozemlja Latvije pokrivajo gozdovi, večinoma bor, breza in smreka.
Več vrst rastlinstva in živalstva velja za nacionalni simbol. Hrast (Quercus robur, latvijsko ozol) in lipovec (Tilia cordata, latvijsko liepa) sta latvijski narodni drevesi in travniška ivanjščica (Leucanthemum vulgare, latvijsko pīpene) narodna roža. Bela pastirica (Motacilla alba, latvijsko baltā cielava) je latvijska narodna ptica. Narodna žuželka je dvopikčasta polonica (Adalia bipunctata, latvijsko divpunktu mārīte). Jantar, fosilizirana drevesna smola je eden najpomembnejših kulturnih simbolov Latvije. V starih časih so jantar, ki so ga našli ob obali Baltskega morja, iskali Vikingi, pa tudi trgovci iz Egipta, Grčije in rimskega cesarstva. To je privedlo do razvoja Jantarskee poti.
Številni naravni rezervati varujejo neokrnjene pokrajine z vrsto velikih živali. V naravnem rezervatu Pape, kjer so bili ponovno predstavljeni zober, divji konji in turi, je zdaj skoraj popolna holocenska megafauna, vključno z losi, jeleni in volkovi.

## Demografija
Pred približno tremi tisočletji so Latvijo naselila baltska plemena. Ozemlja vzdolž vzhodnega Baltika so bila prvič pod tujo prevlado v začetku 13. stoletja, z uradno ustanovitvijo Rige leta 1201 pod nemškimi Tevtonskimi vitezi.
Latvija je v naslednjih osmih stoletjih v celoti ali deloma ostala pod tujo oblastjo in se znašla na križišču vseh regionalnih velesil svojega dne, vključno z Dansko (Danci v deželah okrog Riškega zaliva), Švedska in Rusijo, pri čemer je bila južna Latvija naenkrat vazal med Poljsko in Litvo ter Latgale, ki spada neposredno pod oblast Poljske in Litve. V vsem tem času je Latvija ostala v veliki meri pod baltsko nemško hegemonijo, baltski Nemci pa so bili največji lastniki zemljišč, položaj pa se do osamosvojitve Latvije ni spremenil. Zgodovinsko gledano je imela Latvija velike nemške, ruske, judovske, poljske in litovske manjšine. Večina (približno dve tretjini) Latvijcev je pod švedskimi vplivi sprejela luteranstvo, manjšina (preostala tretjina) Latvijcev pod Poljsko-Litvo, zlasti Latgale, pa je ohranila katolištvo.
V letu 2019 je število prebivalcev ocenjeno na 1.908.100. V letu 2017 je na latvijskem ozemlju živelo 1.054.433 žensk in 895.683 moških. 
Prebivalci (2011): Latvijci (62,1 %), Rusi (26,9 %), Belorusi (3,3 %), Ukrajinci (2,2 %), Poljaki (2,2 %), Litovci (1,2 %), ostali (>1 % Judje, Nemci). Posebej število Rusov, Ukrajincev in Belorusov se je med letoma 1989 in 2011 skoraj prepolovilo.
Religije: luterani, katoličani, pravoslavci

## Zgodovina
Leta 1939 podpisan pakt Molotov-Ribbentrop med ZSSR in Nemčijo, je zapečatil usodo Latvije. 17. junija 1940 je SZ zasedla Latvijo in sledile so deportacije tisočev Latvijcev v Sibirijo. V začetku 2. svetovne vojne je Latvijo okupirala nemška vojska in v času okupacije v koncentracijskih taboriščih pobila 90 % latvijskih Judov. Rdeča armada je leta 1944 premagala Nemce in ponovno zasedla Latvijo, toda SZ je nadaljevala s predvojno politiko preganjanja Latvijcev. Prebivalstvo je že med samo vojno utrpelo hude izgube (prisilne mobilizacije na obe strani), pred Rdečo armado je na zahod pobegnilo več kot 130.000 ljudi, več kot 120.000 pa so jih Sovjeti poslali v gulage. S povojnim načrtnim uničenjem infrastrukture iz medvojnega obdobja in razvojem predelovalne industrije je svoje dodalo še priseljevanje ruske delovne sile. Tako je delež Latvijcev s predvojnih 77 % (1938) padel na vsega 52 % (1989) prebivalstva.
Leta 1990 je Latvija razglasila samostojnost, kar je Sovjetska zveza priznala leta 1991. Prve volitve so bile leta 1993, ampak samo državljani 17. junija 1940 in njihovi potomci so imeli volilno pravico; to je pomenilo, da 34 % latvijskih prebivalcev ni moglo voliti.
20. septembra 2003 so se na državnem referendumu Latvijci odločili, da se pridružijo Evropski uniji.

## Gospodarstvo
Latvija je članica Svetovne trgovinske organizacije (1999) in Evropske unije (2004). 1. januarja 2014 je evro postal valuta države, ki je nadomestil latvijski lat. Po statističnih podatkih konec leta 2013 je uvedbo evra podpiralo 45 % prebivalstva, 52 % pa ne. Po uvedbi evra so raziskave Eurobarometra januarja 2014 pokazale, da je podpora evro približno 53 %, kar je blizu evropskemu povprečju.
Gospodarska kriza leta 2009 je dokazala prejšnje domneve, da se hitro rastoče gospodarstvo usmeri v implozijo gospodarskega mehurčka, saj ga je poganjala predvsem rast domače potrošnje, financirana z resnim povečanjem zasebnega dolga, pa tudi negativno zunanjo trgovino ravnovesje. Cene nepremičnin, ki so v nekaterih točkah naraščale za približno 5 % mesečno, so bile dolgo časa ocenjene kot previsoke za gospodarstvo, ki proizvaja predvsem blago in surovine z nizko vrednostjo.
Privatizacija v Latviji je skoraj končana. Privatizirana so skoraj vsa prej majhna in srednja podjetja v državni lasti, tako da je ostalo le malo politično občutljivih velikih državnih podjetij. Zasebni sektor je v letu 2000 predstavljal skoraj 68 % BDP države.
Tuje naložbe v Latvijo so v primerjavi s stopnjami v severni in srednji Evropi še vedno skromne. Leta 1997 je bil sprejet zakon o razširitvi področja prodaje zemljišč, vključno za tujce. Predstavljajo 10,2 % celotnih neposrednih tujih naložb Latvije, ameriška podjetja so v letu 1999 vložila 127 milijonov USD. Istega leta so Združene države Amerike izvozile 58,2 milijona dolarjev blaga in storitev v Latvijo in uvozila 87,9 milijona dolarjev. V želji, da bi se pridružila zahodnim gospodarskim institucijam, kot sta Svetovna trgovinska organizacija, OECD in Evropska unija, je Latvija leta 1995 z EU podpisala evropski sporazum - s štiriletnim prehodnim obdobjem. Latvija in ZDA so podpisale pogodbe o naložbah, trgovini in zaščiti intelektualne lastnine ter izogibanju dvojnemu obdavčenju.
Leta 2010 je Latvija uvedla program Residence by Investment (Zlati vizum), da bi pritegnila tuje vlagatelje in od tega izkoristila lokalno gospodarstvo. Ta program omogoča vlagateljem, da dobijo dovoljenje za prebivanje v Latviji, tako da vložijo najmanj 250.000 EUR v nepremičnine ali v podjetje z najmanj 50 zaposlenimi in letnim prometom v višini najmanj 10 milijonov EUR

## Kultura
Tradicionalna latvijska folklora, zlasti ples ljudskih pesmi, obstaja že več kot tisoč let. Prepoznanih je bilo več kot 1,2 milijona besedil in 30 000 melodij ljudskih pesmi.
Med 13. in 19. stoletjem so baltski Nemci, od katerih so bili številni prvotno nenemški predniki, a so bili asimilirani v nemško kulturo, tvorili zgornji razred. Razvili so izrazito kulturno dediščino, za katero so bili značilni latvijski in nemški vplivi. V nemških baltskih družinah je preživela vse do danes, kljub selitvi v Nemčijo, ZDA, Kanado in druge države v začetku 20. stoletja. Vendar večina avtohtonih Latvijcev ni sodelovala v tem posebnem kulturnem življenju.  Tako se je ohranila večinoma kmečka lokalna poganska dediščina, ki se je deloma združila s krščanskimi tradicijami. Na primer, eno izmed najbolj priljubljenih praznovanj je Jāņi, pogansko praznovanje poletnega solsticija - ki ga Latvijci praznujejo na praznik svetega Janeza Krstnika.
V 19. stoletju so se pojavila latvijska nacionalistična gibanja. Spodbujali so latvijsko kulturo in spodbujali Latvijce, da sodelujejo v kulturnih dejavnostih. 19. stoletje in začetek 20. stoletja Latvijci pogosto obravnavajo kot klasično dobo latvijske kulture. Plakati prikazujejo vpliv drugih evropskih kultur, na primer dela umetnikov, kot sta baltsko-nemški umetnik Bernhard Borchert in francoski Raoul Dufy. Z začetkom druge svetovne vojne je veliko latvijskih umetnikov in drugih članov kulturne elite zapustila državo, vendar je še naprej ustvarjala, večinoma za latvijsko emigrantsko občinstvo.
Latvijski festival pesmi in plesa je pomemben dogodek v latvijski kulturi in družbenem življenju. Poteka od leta 1873, običajno vsakih pet let. Na prireditvi skupaj sodeluje približno 30.000 izvajalcev. Pojejo se ljudske in klasične zborovske pesmi s poudarkom na a cappella petju, čeprav so v repertoar pred kratkim vključene tudi moderne popularne pesmi.
Po vključitvi v Sovjetsko zvezo so bili latvijski umetniki in pisatelji prisiljeni slediti umetnostnemu socialističnemu realizmu. V sovjetski dobi je glasba postajala vse bolj priljubljena, najbolj priljubljene so bile pesmi iz osemdesetih let dvajsetega stoletja. V tem času so pesmi pogosto norčevale značilnosti sovjetskega življenja in skrbele so za ohranjanje latvijske identitete. To je vzbudilo ljudske proteste proti ZSSR in povzročilo vedno večjo priljubljenost poezije. Od osamosvojitve so gledališče, scenografija, zborovska in klasična glasba postale najbolj opazne veje latvijske kulture.
V juliju 2014 je Riga gostila 8. svetovne zborovske igre, saj je gostila več kot 27.000 zborovodij, ki so predstavljali več kot 450 zborov in več kot 70 držav. Festival je največji te vrste na svetu in poteka vsaki dve leti v drugem gostiteljskem mestu.
Od leta 2019 Latvija gosti ustanovni Riga Jurmala Music Festival, nov festival, na katerem poleti nastopajo svetovno znani orkestri in dirigenti. Festival poteka v Latvijski nacionalni operi, Velikem cehu ter Veliki in Mali dvorani Koncertne dvorane Dzintari. Leta 2019 so nastopali Simfonični orkester bavarskega radia, Izraelska filharmonija, Londonski simfonični orkester in Ruski nacionalni orkester.

### Kuhinja
Latvijska kuhinja običajno sestoji iz kmetijskih pridelkov, meso pa je v večini glavnih jedi. Ribo običajno zaužijejo zaradi lokacije Latvije na Baltskem morju. Latvijska kuhinja je vplivala na sosednje države. Pogoste sestavine latvijskih receptov so lokalne, na primer krompir, pšenica, ječmen, zelje, čebula, jajca in svinjina. Latvijska hrana je na splošno precej mastna in uporablja malo začimb.
Sivi grah in šunka se na splošno štejeta za glavno hrano Latvijcev. Latvijci uživajo tudi kislo juho (skābeņu zupa). Rupjmaize je temni kruh iz rži, ki se šteje za narodno osnovno živilo.